# Air Europa
Air Europa és una aerolínia amb seu social a Llucmajor, Mallorca. Pertany al Grup Globalia. El seu codi IATA és "UX", el seu codi ICAO és "AEA" i el seu indicatiu de ràdio és "Air Europa".

## Història
L'aerolínia es va fundar sota la raó social Air España i participada pel touroperador anglès ILG (International Leisure Group), també propietari de l'aerolínia anglesa Air Europe el 1984. Va començar realitzant vols xàrter entre Espanya i Anglaterra al novembre de 1986. Després de la fallida de ILG i d'Air Europe al març de 1991 la companyia va ser adquirida per Juan José Hidalgo, propietari al seu torn de Viajes Halcón i que posteriorment també va adquirir la majorista Travelplan i la minorista Viajes Ecuador conformant avui dia Globalia Corporació Empresarial. Quan es desregulà el mercat aeri a Espanya en 1993, la companyia va començar a oferir vols regulars.
Després d'una crisi econòmica en la companyia, part de la seva flota va ser llogada a Iberia LAE en 1997. Posteriorment va haver converses per a ser venuda a la companyia estatal, però no van prosperar. Va fundar diverses filials com Air Europa Express para vols regionals amb turbohèlixs ATR i un xàrter situat a Canàries anomenat Air Europa Canàries i dues B-737. Ambdues van ser tancades en 2001.
La companyia ha usat al llarg de la seva història una flota composta en exclusiva per avions de Boeing, especialment B737, B757 i B767, pel que va sorprendre a tots quan en 2015 va anunciar la compra de deu Airbus A350, així com el lloguer immediat de quatre A330-200 i un A340-200, també d'Airbus, per a realitzar nous vols de llarg recorregut.
El 5 de setembre del 2007, Air Europa juntament amb Copa Airlines i Kenya Airways, anuncien la seva entrada oficial com membre associat a l'aliança SkyTeam, entre els membres de la qual es troben Air France, KLM, Alitalia i Aeromexico entre d'altres.
El 22 de gener del 2008 anuncia la compra de 8 unitats del Boeing 787-800 Dreamliner, convertint-se així en la primera aerolínia espanyola a incorporar aquest model a la seva flota.

## Flota

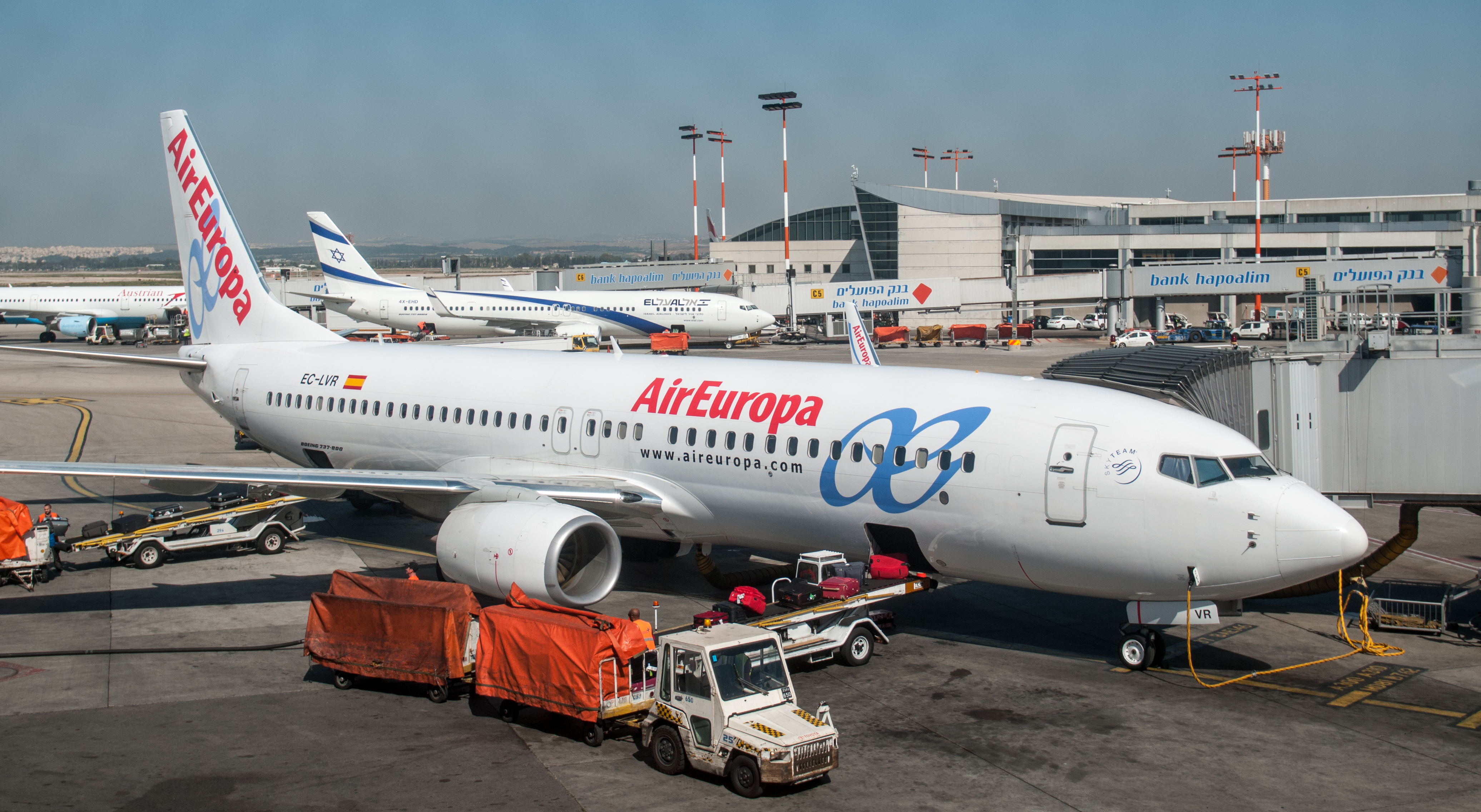
Boeing 737 a Tel-Aviv, Israel

La flota d'Air Europa consta dels següents avions (juliol del 2010): 
- 33 Boeing 737-800
- 10 Boeing 787 Dreamliner
- 30 Airbus A330-200

### Futures incorporacions
- 8 Boeing 787-800 Dreamliner (operant a partir del 2013)